# RIOT (système d'exploitation)
Pour les articles homonymes, voir Riot.
Ne doit pas être confondu avec Riot (logiciel).
RIOT est un système d'exploitation léger pour systèmes en réseau avec des contraintes de mémoire, focalisé sur les appareils à faible consommation électrique pour l'Internet des objets. C'est un logiciel libre, publié sous Licence publique générale limitée GNU (LGPL).

## Origine
Il a été initialement développé par l'université libre de Berlin, l'Institut national de recherche en informatique et en automatique (INRIA) et l'université de sciences appliquées de Hambourg (HAW Hamburg). Le noyau de RIOT est en majeure partie hérité de FireKernel, qui a été développé à l'origine pour les réseaux de capteurs.

## Aspects techniques
RIOT est basé sur une architecture à micro-noyaux. Contrairement à d'autres systèmes d'exploitation à faible utilisation de mémoire comme TinyOS ou Contiki, RIOT permet la programmation d'applications en langages C et C++  ainsi que le multithreading et le temps réel.
RIOT tourne sur des processeurs 8 bits, 16 bits et 32 bits. Un portage natif lui permet aussi de fonctionner en tant que processus Linux ou OS X, ce qui permet l'utilisation d'outils de développement comme GNU Compiler Collection (GCC), GNU Debugger, Valgrind, ou encore Wireshark. RIOT est en partie compatible POSIX.
RIOT inclut plusieurs piles réseaux, dont IPv6, 6LoWPAN, Content centric networking ainsi que des protocoles standards comme RPL, User Datagram Protocol (UDP), et CoAP.

## Code source
Le code source de RIOT est disponible sur GitHub et développé par une communauté internationale de développeurs open-source.